# Паул Кле
Паул Кле (Минхенсе код Берна, 18. децембар 1879 — Муралто, 29. јун 1940) био је немачко-швајцарски сликар, члан уметничке групе Плави јахач. На његово стваралаштво утицало је неколико праваца савремене уметности: експресионизам, кубизам и надреализам. Кле и његов пријатељ Василиј Кандински познати су по свом педагошком раду у школи Баухаус.

## Биографија
Родио се 1879. године у Швајцарској, отац му је био учитељ музике а мајка швајцарска певачица. Детињство је провео у Швајцарској, а пошто је по оцу добио немачко држављанство, одселио се после матуре 1898. у Минхен. После двоумљења између музике (био је изванредан и талентован виолиниста), литературе и ликовне уметности, ипак се определио за сликарство. Прво је студирао графику на приватној школи Хенрика Книра и у то доба стицао не само уметничка већ и сексуална искуства. Из једне такве краткотрајне везе родио му се син који је после неколико недеља умро.
У октобру 1900. посећивао је часове сликарства код Франца фон Штика на Минхенској академији, где је студирао и Василиј Кандински са којим се много касније упознао. Године 1901, је напустио академију. После пута по Италији био је у Берлину код родитеља где је сликао актове и свирао у оркестру и писао позоришне критике. Године 1900. оженио се са клавиристкињом Лили Штрумпф и следеће године им се родио син Феликс. Наредне године је провео у домаћинству и посветио се васпитавању свога сина, док је Лили зарађивала за живот и тада се Клеов сликарски живот споро развијао.

### Студије
У Минхену је Кле студирао графику на приватној уметничкој школи Хајнриха Книра, јер се није успео уписати на академију уметности у Минхену (Akademie der Bildenden Künste). Студије уметности су око 1900. године биле строго реглементиране, студенти су морали верно да сликају по узору на природу, објективност приказивања је била основно правило. Цртало се по моделима и по одливцима античких скулптура. Тек након дугогодишњег студирања цртања су студенти добијали могућност упишу курс сликања. Уметност је почетком века била мушки домен, женама студије уметности нису биле дозвољене. На срећу је у Минхену било довољно приватних школа. Године 1899, Кле је уписао код Волтера Зиглера курс бакрописа и јеткања. Уживао је у угодном студентском животу и имао је многобројне афере с моделима, с намером да досегне изузетно опширно и профињено сексуално искуство.
Године 1900, Кле се уписао у ликовну групу Франца фон Штрука код којег је истовремено студирао и Кандински. За Клеа су студије код Штрука биле незанимљиве, посећивао је наставу тек спорадично, тако да Кандиснког није упознао. Године 1901. се исписао. Исте је године, након напуштања академије, предузео је с Херманом Халером шестомесечно студијско путовање. Путовали су Италијом, били су у Милану, Ђенови, Ливорну, Пизи, Риму, Напуљу, Помпејима, Соренту, Гарагану, Фиренци. На том путовању су три доживљаја била одлучујућа за његову даљну уметничку каријеру: ренесансна архитектура Фиренце, “палате и цркве чине Медичијев град јединственим и комплетним уметничким делом, њихова конструкција, тајне грађевинских калкулација, начела пропорције“. Као друго, Кле је по први пут у акваријуму у Напуљу доживео „имагинацију и фантастику природних форми, раскош боја и бајковитост поморске флоре и фауне“, те као треће „разиграна сензибилност готичких слика на дрвету“ у Сијени.
Након повратка из Италије, Кле је од 1902. до 1906. живио код родитеља у Берну и радио као музичар (виолиниста) у Бернском музичком друштву (Bernische Musikgesellschaft), али се успркос томе и даље уметнички образовао, похађајући курсеве и предавања анатомије. Године 1903, су настали први бакропис из циклуса „Inventionen“. Студирао је бакрописе у Кабинету бакрописа. Радило се о илустрацијама Обри Бирдслија, Вилијама Блејка, Франциска Гоје и Џејмса Енсора, који су га у то време импресионирали.
Године 1905, Кле је с пријатељима, уметником Лусом Мојлетом и писцем Ернстом Блошамом, предузео путовање у Париз, где у Лувру и у галерији Palais de Luxembourg студирао античку уметност. Те је године Кле по први пут видео дела импресионистичких уметника и исте се године почео да се бави сликањем на стаклу. Године 1906, Кле је посетио у Берлину Jahrhundertausstellung deutscher Kunst (Вековну изложбу немачке уметности), крајем године се преселио у Минчен, где је убрзо склопио брак с пијанисткињом Лили Стумпф. Годину дана касније, 30. новембра 1907., родио им се син Феликс. Кле је преузео одгој сина и све радове у домаћинству, Лили је давала часове клавира.
Године 1908, Кле је постао члан Друштва швајцарских графичара „Die Walze“ и исте је године изложио три графике на изложби Минхенске сецесије и 6 радова на изложби Берлинске сецесије. Осим тога је писао о у музици за швајцарски часопис „Die Alpen“.

## Стваралаштво

### Плави јахачи пут за Тунис
Године 1911, упознао је Аугуста Макеа и Василија Кандинског. Скупа са њима упознао је и Франц Марка, Габријелу Минтерл, Алексеј Јавленског и друге, сви су се заједно интересовали за готику, примитивну уметност и нове савремене ликовне правце фовизам и кубизам. С њима је Кле нашао заједнички језик и делио погледе на уметност.
Кандински и Марк у то доба раде на алманаху "Der Blaue Reiter" - Плави јахач, који је постао једно од најважнијих дела у савременој уметности 20. века. Прва њихова изложба била је отворена крајем 1911. године у модерној галерији Танхојзер у Минхену. Ту Кле није учествовао али је за један часопис написао рецензију. На другој њиховој изложби је учествовао и Кле, а после изложби у Минхену излагали су и у другим градовима као на пример у Келну и Берлину.
Године 1914. Паул Кле је с Франц Марком и Лујом Моајеом посетио Тунис. На овом путу Кле налази приступ к боји и у свој дневник уписује: „... ја и боја смо једно. Ја сам сликар”.

### Изложбе 1912/1913
За време његовог другог боравка у Паризу је Кле посето галерију Даниела- Хенрја Кахнвајлера, видео је дела Жоржа Брака, Андре Дерена, Анри Матиса, Пабла Пикаса, Хенрија Русоа и Мориса Вламенка. На изложби 1912. године у Келну (Internationale Kunstaustellung des Sonderbundes Westdeutscher Kunstfreunde und Künsctler zu Cöln) су изложена 4 његова цртежа. Исте године преводи Делонов теxт „О светлу“ (La Lumiere) за уметнички часопис Херварта Валдена „Der Sturm“. Деланове слике на стаклу и текстови о уметности променили су Клеово мишљење о светлу и бојама. Нове идеје је убрзо применио у својим делима, боје су његове слике учиниле ефективнијим и контрастнијим. Године 1913, је учествовао на изложби Валдена (Erstes Deutsche Herbstsalon) с цртежима и акварелима.

### Боравак у Тунису
С Августом Макеом и Луjom Моaјеом је отпутовао три недеље у Тунис. Радило се о путовању на којем је Кле по први пут сликао. Клеови први акварели били су апстрактни, Маке је сликао интензивним бојама, Моaје је фаворизирао плошно сликарство. При крају путовања се на радовима троје уметника могло приметити да су међусобно утицали један на другог. Најбољи примери су слике Kairouan III Августа Макеа, Ansicht von Kairouan Пола Клеа те Kairouan Лујa Моајеа. Године 1914, је одржана прва изложба Нове минхенске сецесије, групе која је настала из неколико уметничких група, из Минхенске Сецесије,Новог уметничког удружења' те Семе и Scholle.

### Баухаус
Током Првог светског рата Кле је позван у немачку армију, али као сликар имао је среће и није распоређен за фронт већ је радио на маскирним узорцима за авионе. У рату је изгубио пријатеље Аугуст Макеа и Франц Марка.
И у армији је Кле имао привилегије да излаже, па је у галерији Штурм у Берлину излагао више апстрактних акварела. Из армије је отпуштен 1918. године.
Године 1920, је била његова ретроспективна изложба у Минхену и тада постаје признат сликар. Тако је добио понуду да предаје сликарство у Баухаусу у Вајмару- школи коју је основао Валтер Гропијус. Примио је понуду и освануо је са Кандинским на равном и академском нивоу, прво је радио као руководилац радионица а после су обојица водили властита предавања сликарства.
Баухаус је била прогресивна школа и морала је да се бори против конзервативних схватања национал-социјалиста. Баухаус се преселио у Десау у зграду коју је пројектовао сам Валтер Гропијус и у којој су били и станови за педагоге и где је и Паул Кле становао. Обојица (Кле и Кандински) интензивно предају на Баухаусу. После кратког премештања у Берлин 1932. године Баухаус је укинут.
Кле је на Баухаусу остао до 1930. године и после је примио професуру на диселдорфској академији. После наступа нацизма као "дегенерисани уметник“ он је отпуштен.
Умро је 29. јуна 1940. године у Локарно-Мурату.
Његова дела су после његове смрти приказивана на Документима 1 године 1955. Документима 2 године 1959. и Докумантима 3 1964. године у Каселу.